# Artilerijska brigada 9. korpusa (NOVJ)
Artilerijska brigada 9. korpusa je bila brigada v sestavi Narodnoosvobodilne vojske in partizanskih odredov Jugoslavije in ki je delovala med drugo svetovno vojno na področju Kraljevine Jugoslavije.

## Organizacija
- štab
- 2x bataljon